# Alar Kivilo
Alar Kivilo (* 17. Februar 1953 in Montreal, Québec) ist ein kanadischer Kameramann.

## Leben
Alar Kivilo wurde als Sohn estnischer Kriegsflüchtlinge, die während des Zweiten Weltkrieges über Schweden nach Kanada emigrierten, in Montreal geboren. Nachdem Kivilo im Alter von 17 Jahren seinen ersten Fotoapparat erhielt, entschied er sich gegen den Wunsch seines Vaters, eines Architekten, ein naturwissenschaftliches Studium zu beginnen und zog 1970 nach Toronto, wo er von 1971 bis 1972 an der York University Film studierte. Nach seinem Abschluss gründete er mit einigen Kommilitonen mit Alliance Atlantis die erste eigene Firma, die sich auf Dokumentarfilme fürs Fernsehen spezialisierte. Über das Drehen von Werbefilmen, Musikvideos, Kurzfilmen und ausländischen Dokumentationen, wie auf Kuba (1976) und Grönland (1977), schaffte er es anschließend 1982 mit dem Fernsehfilm 984: Prisoner of the Future, einem Science-Fiktion-Drama, seinen ersten Langspielfilm zu drehen.
Nach mehreren Fernsehfilmen und einigen Nominierungen beim Gemini Award, dem kanadischen Filmpreis, zog Kivilo nach Los Angeles, wo er im Jahr 2000 mit Frequency seinen ersten großen Kinofilm drehen konnte.
Kivilo lebt mit seiner Frau und den beiden gemeinsamen Töchtern sowohl in Los Angeles als auch in Tallinn, Estland, wo er jährlich seine Familie besucht.

## Filmografie (Auswahl)
- 1973: Ruberg[6]
- 1982: 984: Prisoner of the Future
- 1983: Boys and Girls
- 1983: Spaß am Copper Mountain (Copper Mountain)
- 1994: Avalanche – Geisel im Schnee (Avalanche)
- 1994: Mein täglicher Mord (Heads)
- 1995: Choices of the Heart: The Margaret Sanger Story
- 1995: Liebe bis in den Tod (Friends at Last)
- 1995: The Invaders - Invasion aus dem All (The Invaders)
- 1996: Der Untergang der Cosa Nostra (Gotti)
- 1997: Im Sog der Gier (Weapons of Mass Distraction)
- 1998: Ein einfacher Plan (A Simple Plan)
- 1999: Black and Blue – Du entkommst mir nicht (Black and Blue)
- 2000: Frequency
- 2001: The Glass House
- 2002: Das Tribunal (Hart’s War)
- 2004: NYPD 2069
- 2005: Aurora Borealis
- 2005: The Ice Harvest
- 2006: Das Haus am See (The Lake House)
- 2007: Die Regeln der Gewalt (The Lookout)
- 2009: Blind Side – Die große Chance (The Blind Side)
- 2009: Taking Chance
- 2009: Year One – Aller Anfang ist schwer (Year One)
- 2011: Bad Teacher
- 2012: The Lucky One – Für immer der Deine (The Lucky One)
- 2016: The Choice – Bis zum letzten Tag (The Choice)
- 2016: Fallen
- 2018: Land der Gewohnheit (The Land of Steady Habits)
- 2018: Alte Zöpfe (Nappily Ever After)
- 2020: The Broken Hearts Gallery
- 2022: Zum Mars oder zu Dir? (Space Oddity)

## Auszeichnungen
Emmy
- 1997: Nominierung für Outstanding Cinematography for a Miniseries or a Special von Der Todeskuß der Cosa Nostra

Gemini Award
- 1995: Nominierung für Best Photography in a Dramatic Program or Series von Mein täglicher Mord
- 1996: Nominierung für Best Photography in a Dramatic Program or Series von Choices of the Heart: The Margaret Sanger Story